# Бусівно
Бусівно (Бусувно, пол. Busówno) — село в Польщі, у гміні Вербиця Холмського повіту Люблінського воєводства. Населення — 519 осіб (2011).

## Історія
1447 року вперше згадується православна церква в селі.
За даними етнографічної експедиції 1869—1870 років під керівництвом Павла Чубинського, у селі здебільшого проживали греко-католики, які розмовляли українською мовою.
1872 року місцева греко-католицька парафія налічувала 593 вірян.
У 1921 році село входило до складу гміни Вільхівці Холмського повіту Люблінського воєводства Польської Республіки.
У 1928—1932 роки польська влада в рамках великої акції руйнування українських храмів на Холмщині і Підляшші знищила місцеву православну церкву.
У 1947 році під час проведення операції «Вісла» польська армія виселила із села на новоприєднані німецькі землі 5 українців.

## Населення
За даними перепису населення Польщі 1921 року в селі налічувалося 68 будинків та 331 мешканець, з них:
- 160 чоловіків та 171 жінка;
- 212 православних, 86 римо-католиків, 28 юдеїв, 5 євангельських християн;
- 57 українців, 251 поляк, 23 євреї.

У 1943 році в селі проживало 542 українці та 67 поляків.
Демографічна структура станом на 31 березня 2011 року:
|          | Загалом | Допрацездатний вік | Працездатний вік | Постпрацездатний вік |
| -------- | ------- | ------------------ | ---------------- | -------------------- |
| Чоловіки | 262     | 61                 | 175              | 26                   |
| Жінки    | 257     | 57                 | 148              | 52                   |
| Разом    | 519     | 118                | 323              | 78                   |